# Bougainvilleapenkopvleermuis
De Bougainvilleapenkopvleermuis (Pteralopex anceps) is een vleermuis uit het geslacht der apenkopvleermuizen (Pteralopex) die voorkomt op de eilanden Bougainville (Papoea-Nieuw-Guinea) en Choiseul (Salomonseilanden). Mogelijk komt de soort ook op Santa Isabel voor. Deze soort is lange tijd verward met Pteralopex flanneryi, die pas in 2005 als een aparte soort werd herkend.
De Bougainvilleapenkopvleermuis lijkt op P. flanneryi, maar is kleiner, heeft meer haar op het scheenbeen, heeft een witte of gele vlek op de borst en heeft grotere snijtanden. De vacht is donkerbruin. De kop-romplengte bedraagt 252 tot 270 mm, de voorarmlengte 141 tot 160 mm en de oorlengte 22 tot 25 mm.
Op Bougainville komt de soort van zeeniveau tot op 1900 m hoogte voor, op Choiseul is het dier slechts op 850 m hoogte gevonden. De Bougainvilleapenkopvleermuis komt meestal op grotere hoogte voor dan P. flanneryi. Dit dier roest zowel in solitair als in groepen. Op Bougainville zijn in maart en april jonge dieren gevonden. De vlieg Cyclopodia macracantha is op exemplaren van deze soort uit Bougainville gevonden. Op dat eiland is de Bougainvilleapenkopvleermuis voor het laatst in 1968 gevonden; op Choiseul is de soort slechts twee keer gezien, in 1995. Om die reden staat de soort op de Rode Lijst van de IUCN als "bedreigd" (EN).
Bougainvilleapenkopvleermuis (Pteralopex anceps) · Punttandvleerhond (Pteralopex atrata) · Pteralopex flanneryi · Bergapenkopvleermuis (Pteralopex pulchra) · Pteralopex taki